# Banco Comercial e de Investimentos
Banco Comercial e de Investimentos (BCI) é um banco moçambicano constituído em 17 de Janeiro de 1996 com a designação "AJM - Banco de Investimentos" e um capital de 30 milhões de meticais, subscrito e realizado principalmente por investidores moçambicanos.
A designação inicial foi alterada em Junho do mesmo ano para "Banco Comercial e de Investimentos, SARL", mantendo-se as atividades circunscritas na área da banca de investimento.
No dia 18 de Abril de 1997 a estrutura acionista do BCI foi modificada com a entrada da Caixa Geral de Depósitos (CGD, de Portugal), depois de um aumento de capital de 30 para 75 milhões de meticais. A CGD assumiu uma participação de 60%.
Dos restantes 40%, a SCI – Sociedade de Controlo e Gestão de Participações, SARL, a empresa que agrupava a maior parte dos investidores iniciais, assumiu 38,63%, e os restantes 1,37% foram distribuídos por pequenos acionistas.
A 24 de Abril o BCI começou a operar como banco comercial.
Em Dezembro de 2003 o BCI fundiu-se com o Banco de Fomento (BF) através da integração de todos os ativos do BF no BCI e a extinção do BF. De seguida o Banco adotou a designação comercial "BCI Fomento".
Esta situação tornou possível a entrada de um novo grande acionista, o Grupo BPI, com 30% das ações.
Em 2007 a estrutura acionista do BCI foi alterada com a saída do Grupo SCI e a entrada do Grupo INSITEC, com 18,12% das ações. A participação da CGD passou para 51% e a do Grupo BPI passou para 29,55% das ações.